# Vatapá

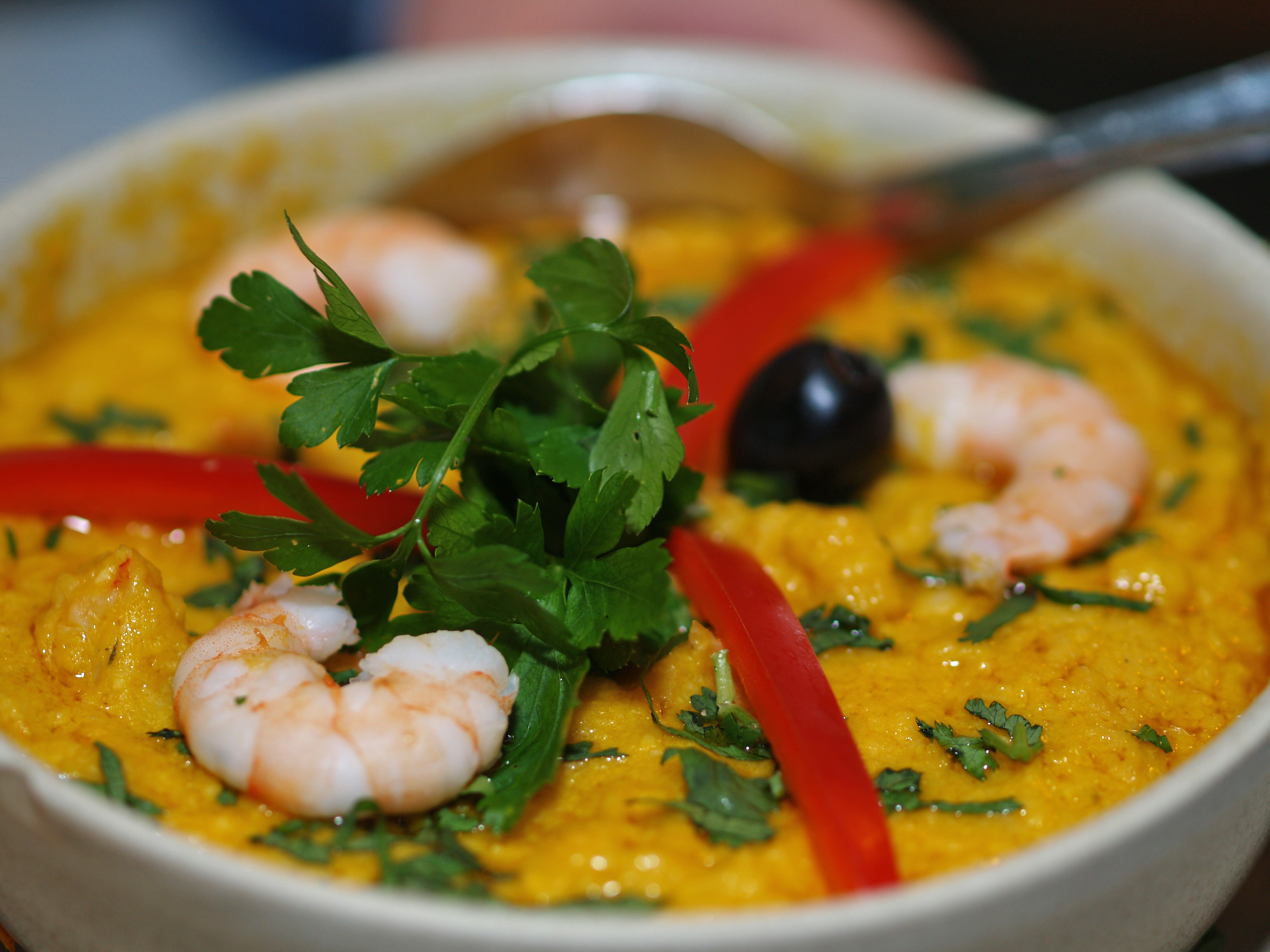
Vatapá

Vatapá [vataˈpa] – potrawa afro-brazylijska, szczególnie charakterystyczna dla miasta Salvador i jego okolic.
Vatapá to purée z suszonych i świeżych raków i kawałków ryb, orzechów nerkowca (Cashew), orzeszków ziemnych, rozmiękczonego chleba lub bułki tartej, mąki kukurydzianej, oleju palmowego Dendé, cebuli, fasoli, pomidorów, mleka kokosowego i przypraw (świeża kolendra, pietruszka, imbir i in.). Przygotowanie tej potrawy jest czasochłonne, dlatego też nie jest vatapa potrawą codzienną, ale podaje się ją w Bahia do Acarajé i różnych rodzajów Moqueca.
Można ją przygotować z całych, świeżych lub suszonych i mielonych krewetek, z ryb, z dorsza lub kurczaka, z ryżem. Ma konsystencję kremu.Potrawa jest także bardzo znana w Pará, gdzie przepis ulega jednak zmianom, jak brak orzeszków ziemnych i innych typowych składników w tradycyjnej bahijskiej wersji. Vatapá jest przykładem wpływu kuchni afrykańskiej, wniesionej przez niewolników przybyłych od XVI wieku na statkach niewolników. Stworzona ze składników znalezionych w „nowym świecie”, z konieczności uzupełnienia diety, stała się typową dla kuchni brazylijskiej. Inne przykłady to m.in.: polenta i feijoada. Jej znaczenie dla kultury afro-brazylijskiej jest na tyle duże, że np. piosenkarka Gal Costa poświęciła jej swą piosenkę („Vatapá“, na LP/CD „Gal canta Caymmi”). Występuje również w książkach Jorge Amado np. „Dona Flor i jej dwóch mężów”.